# Cercyonis mexicana
Cercyonis mexicana är en fjärilsart som beskrevs av Ralph L. Chermock 1949. Cercyonis mexicana ingår i släktet Cercyonis och familjen praktfjärilar. Inga underarter finns listade i Catalogue of Life.